# The Adonis Factor
The Adonis Factor (El factor Adonis) es un documental de 2010 producido y dirigido por el director norteamericano Christopher Hines a través de su propia compañía productora Rogue Culture Inc. Filmada en varias locaciones, fue mostrada en numerosos festivales gay y documentales. El estreno por televisión fue el 2 de abril de 2011, en el canal gay Logo.
Este filme es la continuación de The Butch Factor que abordó la masculinidad y la cultura gay.

## Sinopsis
El filme de Hines examina los problemas de la imagen corporal en la comunidad gay.

## Reparto
(Como ellos mismos)
- Anthony O'Brien - Oficial de policía
- Shane Stiel - Disc Jockey
- Graig Keyte - Diseñador de interiores
- Mike Wood - Editor en jefe de Instinct
- Bruce Vilanch - Escritor y actor
- Anderson Davis - Actor y modelo
- John Ganun - Fotógrafo
- Quentin Elias - Cantante, modelo
- Dr Gregory Cason - Psicólogo
- Dr Tim Jochen - Dermatólogo
- Justin Gaines - Bartender y estudiante
- Richard Klein - Bailarín a Go-Go
- Derek Brocklehurst - Entrevistado
- Justin Donahue - Entrevistado
- Eric Pyne - Entrenador Físico
- Neil Samarripa - Entrenador Físico
- Juan Pablo Zuluaga - Ex "Mr Hot Atlanta"
- Scott Cullens - Director de una compañía
- Jeffrey Sanker - Promotor de fiestas
- Melvin Myles - Participante en fiesta
- Dr Scott Parry - Asesor para los abusadores de esteroides
- Gabriel Perez
- Deandre Johnson
- Nic Delis
- Jallen Rix - Sexólogo
- Brian Mills - Director de Titan Men
- Christopher Saint - Modelo de Titan
- Dakota Rivers - Modelo de Titan
- Darren Main - Instructor de Yoga al desnudo
- Steve Waye - Estudiante de Yoga al desnudo
- Fred Goldsmith - Iniciativa comunitaria
- Rick Esparza - Jugador de hockey sobre hielo
- Clint Catalyst - modelo
- Stacey Hummell - Maquillista
- Ryan May
- Jonathan Miller
- Jeff Pray - Proud Bears
- Michael Sigmann - Men's Inner Journey
- John Moore and Ryan Cummings - Compañeros de vida
- Dr Derek Jones - Dermatólogo
- Dr Greg Mueller - Cirujano Plástico
- Albert Wyss - Exmodelo de revista